# Leia uncinata
Leia uncinata är en tvåvingeart som beskrevs av Ostroverkhova och Grishina 1974. Leia uncinata ingår i släktet Leia och familjen svampmyggor. Inga underarter finns listade i Catalogue of Life.